# Tamássy István (labdarúgó)
Tamássy István (1911. augusztus 7. – 1994. május 30.) válogatott labdarúgó, csatár, jobbszélső.

## Pályafutása

### Klubcsapatban
Az Újpest labdarúgója volt, ahol egy bajnoki címet és egy ezüstérmet szerzett a csapattal. Gyors, technikás, önzetlen játékos volt, aki jól cselezett és pontosan adott be.

### A válogatottban
1934-ben két alkalommal szerepelt a válogatottban.

## Sikerei, díjai
- Magyar bajnokság
  - bajnok: 1934–35
  - 2.: 1933–34

## Statisztika

### Mérkőzései a válogatottban
| Magyarország | Magyarország      | Magyarország                    | Magyarország | Magyarország | Magyarország | Magyarország | Magyarország | Magyarország |
| #            | Dátum             | Helyszín                        | Hazai        | Eredmény     | Vendég       | Kiírás       | Gólok        | Esemény      |
| ------------ | ----------------- | ------------------------------- | ------------ | ------------ | ------------ | ------------ | ------------ | ------------ |
| 1.           | 1934. április 29. | Budapest, Hungária körúti pálya | Magyarország | 4 – 1        | Bulgária     | vb-selejtező | -            |              |
| 2.           | 1934. október 7.  | Budapest, Hungária körúti pálya | Magyarország | 3 – 1        | Ausztria     | barátságos   | -            |              |
|              | Összesen          |                                 |              | 2            | mérkőzés     |              | 0            | gól          |